# Steven Matheï
Steven Matheï (Bree, 26 mei 1977) is een Belgisch politicus voor CD&V.

## Levensloop
Matheï werd in 2000 licentiaat in de rechten aan de Katholieke Universiteit Leuven en behaalde specialisaties in het fiscaal recht in 2001 aan de KU Leuven en in het intellectueel recht in 2002 aan de Katholieke Universiteit Brussel. Sinds 2001 is hij aan de slag als advocaat, waarbij hij zich specialiseerde in verenigings- en fiscaal recht. Sinds 2010 is hij verbonden aan een advocatenkantoor actief in de ziekenhuis-, rusthuis- en gezondheidssector, de non-profitsector en de overheidssector. Daarenboven was hij van 2002 tot 2015 assistent aan de Universiteit Hasselt en van 2005 tot 2009 assistent aan de Hogeschool-Universiteit Brussel. Van 2010 tot 2019 was hij eveneens coördinator van vereniginginfo.be, een website die informatie biedt aan verenigingen.
Bij de gemeenteraadsverkiezingen van oktober 2006 werd hij verkozen tot gemeenteraadslid van Peer. Van 2007 tot 2012 was Matheï er schepen en in januari 2013 volgde hij Theo Kelchtermans op als burgemeester van de gemeente, een functie die hij nog steeds uitoefent. Daarnaast was hij van 2018 tot 2019 provincieraadslid van Limburg en van 2015 tot 2019 voorzitter van de Limburgse afdeling van CD&V. Hij werkte eveneens van 2017 tot 2019 als raadgever op het kabinet van Vlaams minister Jo Vandeurzen.
Bij de federale verkiezingen van 26 mei 2019 stond Matheï als eerste opvolger op de Limburgse Kamerlijst van CD&V. In oktober 2019 werd hij effectief lid van de Kamer van volksvertegenwoordigers in opvolging van Wouter Beke, die Vlaams minister werd. Na zijn ontslag als Vlaams minister op 16 mei 2022 keerde Beke terug naar de Kamer en verdween Matheï vervolgens uit het parlement. Tijdens zijn periode in de Kamer zetelde hij in de commissie Financiën en Begroting.
Matheï kreeg bij de federale verkiezingen van 9 juni 2024 de tweede plaats op de Limburgse CD&V-lijst en werd als dusdanig opnieuw verkozen tot Kamerlid. In zijn tweede periode als federaal volksvertegenwoordiger werd Matheï ondervoorzitter van de commissie Justitie. Sinds oktober 2024 zetelt hij tevens in het Benelux-parlement.